# Николай Антонов (лекоатлет)
Вижте пояснителната страница за други личности с името Николай Антонов.
Николай Антонов Якимов е български лекоатлет, роден на 17 август 1968 в Разград. Състезава се в спринта на 200 м и скок на дължина от 1993 г.

## Биография
Той е републикански рекордьор на 200 м. гладко бягане с 20.20 сек., поставен на световното първенство по лека атлетика на открито в Токио на 26.08.1991 г. Класира се 7-и на финала, но е единственият бял състезател с което си печели прозвището „най-бързият бял мъж на планетата“. Резултатът му е трети на Балканите след постиженията на гърците Константинос Кентерис и Анастасиос Гусис.
През 1991 г. става световен шампион в зала в Севиля. От европейските първенства в зала има два сребърни медала от 1988 (Будапеща) и 1990 г. (Глазгоу) а през 1992 г. е европейски шампион в Генуа. Същата година, пак в зала, побеждава последователно световния рекордьор Бруно Мари-Рос (Фр.) и великия Карл Люис. Доближава националния ни рекорд на 0.05 секунди до световния. Участва на летните олимпийски игри от 1992 г. в Барселона, където достига полуфинал (20,55 с.).
След края на състезателната си кариера спринтьорът живее в родния си град. През 2003 г. Антонов прави опит за самоубийство, прерязвайки си вените. Като вероятна причина се посочва тежкото му финансово положение.

## Резултати
- 200 м. мъже на открито 20,20 (Токио 1991 г.) Национален рекорд
- 200 м. мъже в зала 20,41 (Генуа 1992 г.) Национален рекорд
- 200 юноши на открито 20,88 (Линц 1986 г.) Национален рекорд
- 200 юноши в зала 21,46 (Генуа 1987 г.) Национален рекорд
- Скок на дължина 8,21 м. (Пловдив 1994 г.)